# Ophiosphalma jolliense
Ophiosphalma jolliense är en ormstjärneart som först beskrevs av McClendon 1909.  Ophiosphalma jolliense ingår i släktet Ophiosphalma och familjen fransormstjärnor. Inga underarter finns listade i Catalogue of Life.